# 俄罗斯文化

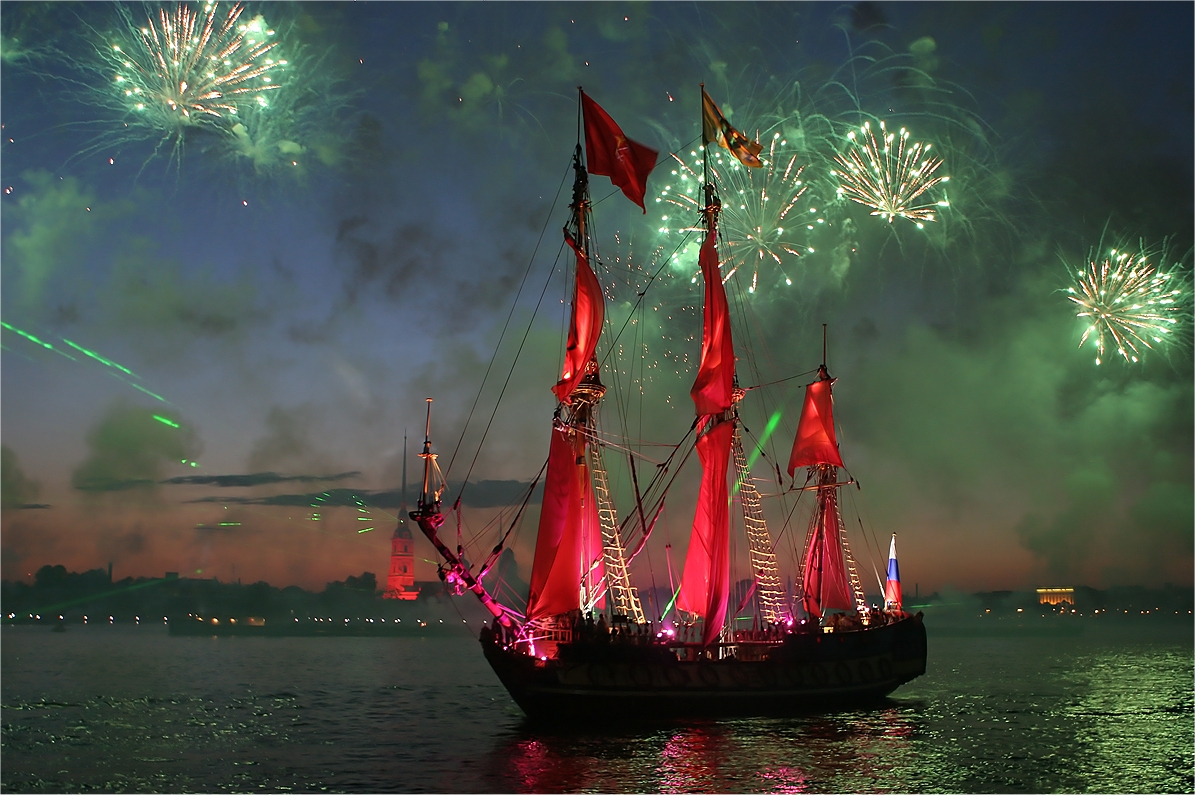
圣彼得堡“红帆节

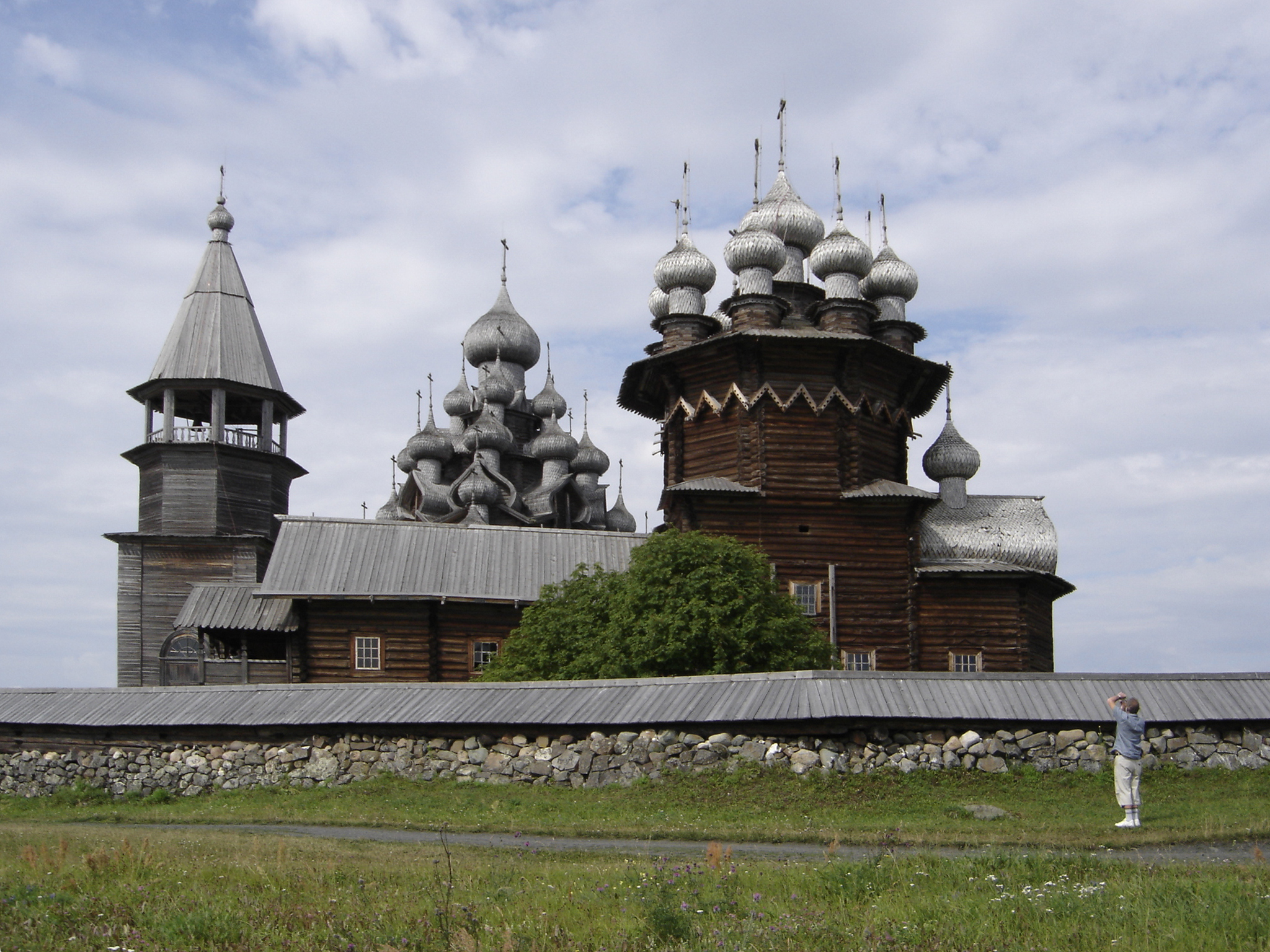
基日岛的古代教堂

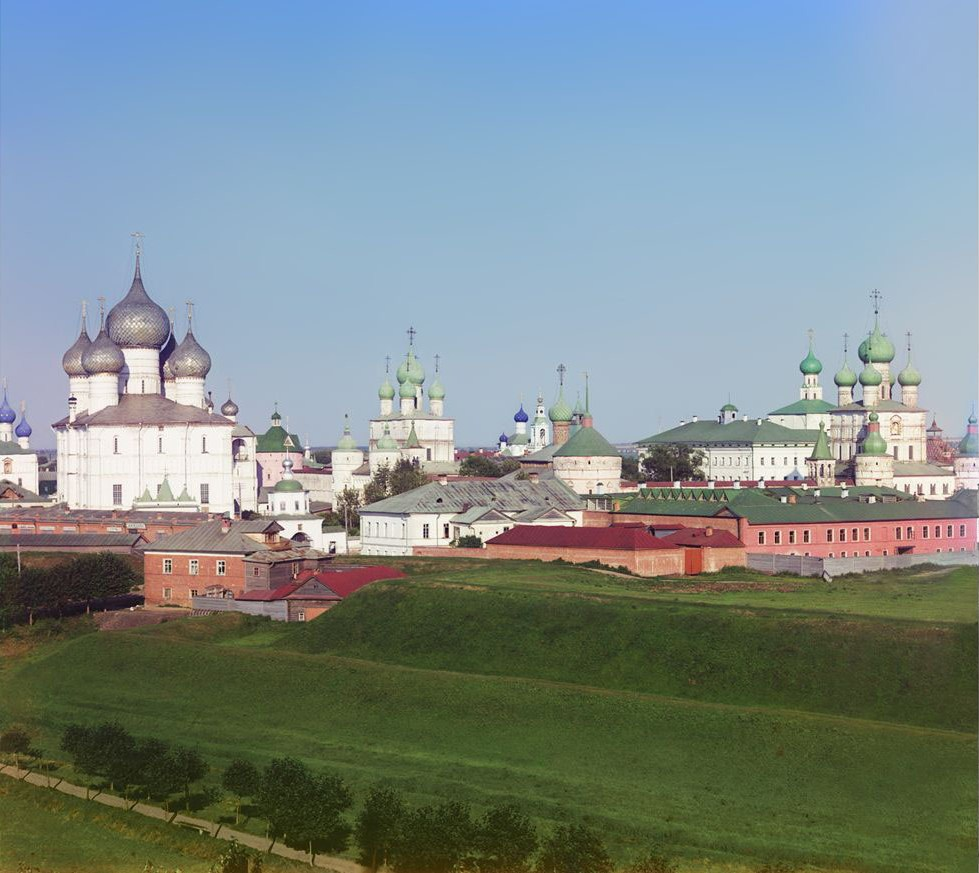
罗斯托夫的克里姆林。摄于1911年

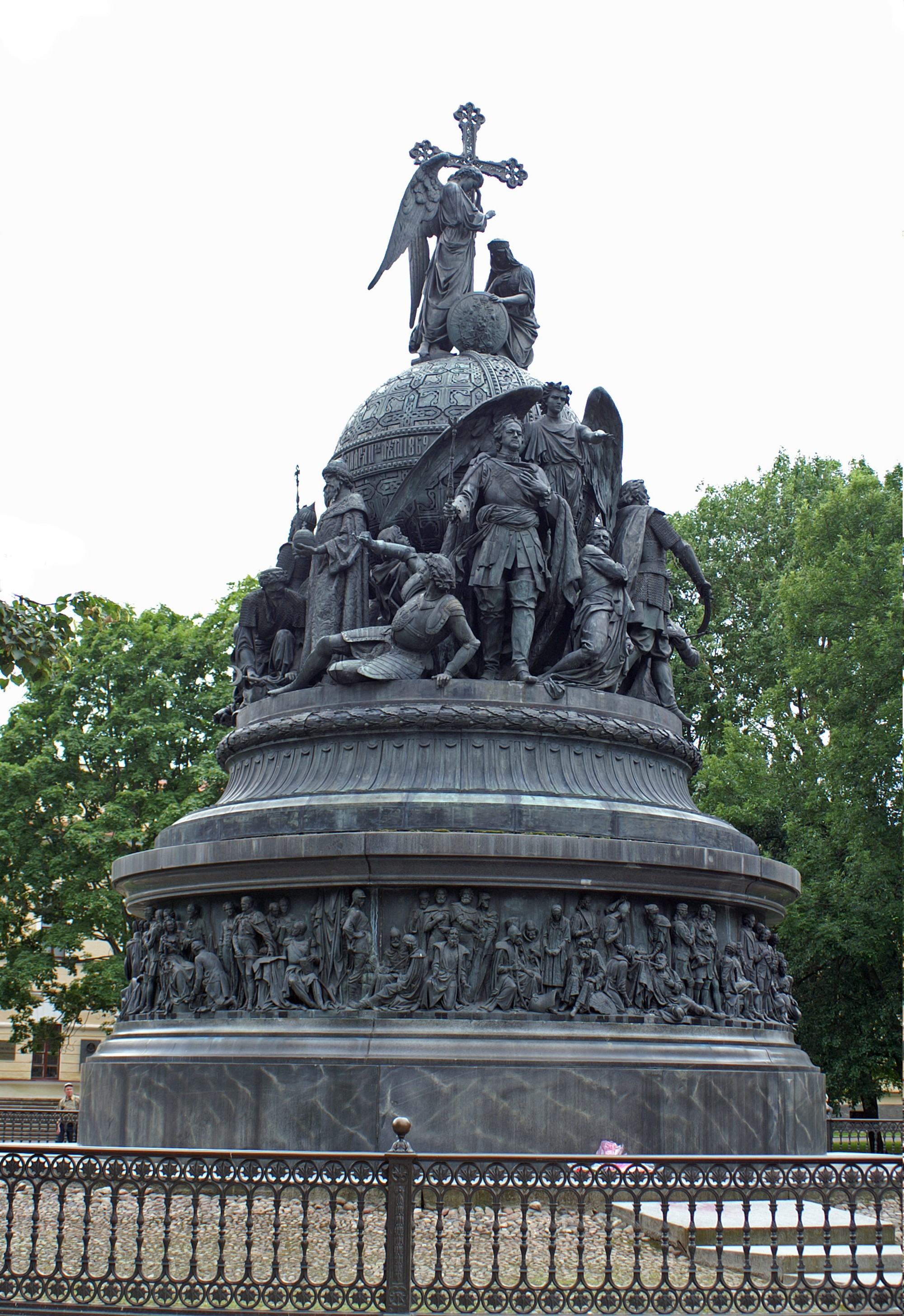
千年俄罗斯纪念碑

俄罗斯文化是指俄罗斯族及其余生活在俄罗斯帝国、前苏联及近现代俄罗斯境内各民族的文化。

## 俄罗斯文化历史

### 古代罗斯
基辅罗斯文化可被称作为一种中世纪文化传统。它具有以下特征：
- 文化发展速度很慢，其受上一代人的经验和传统影响很大。
- 局部性，封闭性。当时在自然经济的条件影响下各地之间的相对孤立的，缺乏经济联系。
- 宗教的影响很深，基督教教会多神教的仪式相结合。Двоеверие.

### 金帳汗國時期
在1237—1242年间发生了鞑靼人入侵。这以后的200多年里古罗斯一直处于金帐汗国的统治之下。古罗斯文化的自然发展终止了。在这段时间里，古罗斯的文化和西欧文化之间产生了巨大的差别。金帳汗國240多年管治所帶來的影響是廣泛而又深刻，當地此段時期在相當大程度上吸收了蒙古的器物、制度、文化和思想，日後俄羅斯人日常大量的蒙古語借字、服飾等要素即源自於此。蒙古薩滿教也同時影響了當地東正教的發展。
這段時期的文化變遷要點有：
- 俄罗斯人是一个整体的民族认同思想出现了，在这一时期各公国之间的文化差异减小，形成了共同的文化。
- 由蒙古-鞑靼人引入东方文化。
- 东正教会上升为一种俄罗斯国家文化政治传统保护者，在这时原始的多神教逐渐停止了。
- 古罗斯各国与伊斯兰教国家与天主教国家的联系被终止了。

### 苏联
苏联文化是指在苏联领土范围内许多国家和民族文化的总和。苏联文化俄罗斯文化为基础，其他民族的文化也为苏联文化做出重大贡献，如乌克兰、哈萨克、乌兹别克、格鲁吉亚文化

### 当代
俄罗斯的当代文化历史实际上就是要重建俄罗斯帝国时期的文化元素，以及重建其在苏联时期的文化继承。现在俄罗斯各地开始兴建教堂，恢复宗教传统，支持复兴各种传统的民间作坊。除此之外，在苏联时期文化的基础上还产生了独特的兼并东西方文明的新文化元素：在俄罗斯文化中不但引进了传统的西方文化成分，并且还引入了属于东方的，比如饮茶文化与东方的烹饪技术。然而同时在这个国家里也存在着对原俄罗斯文化的造成破坏的自由主义思潮和市场经济体制-他们对传统社会，文化的破坏是毁灭性的。并且在前苏联解体后形成的一些新国家中发生了对俄罗斯文化，语言继承问题的直接冲突。

## 俄罗斯族文化
俄罗斯是一个多民族的国家。在俄罗斯联邦俄罗斯族占有79.83%的人口，同时也生活着180多个少数民族。在历史上以俄语和东正教为基础的俄罗斯文化统治了俄罗斯，但是这种文化优势有时却不是全面的。需要指出，乌克兰、白俄罗斯、塞尔维亚及波兰等斯拉夫国家在俄罗斯文化的发展过程中起到了很大的作用。

## 俄罗斯的人造文化
人造文化这是一种拥有记号，符号的艺术物品。人造文化是由人类用各种物品制造加工而成的—除此之外也包含了人类社会生活中的各种现象：科学，迷信，艺术及民间传说。在上千年的历史长河中，俄罗斯人创造出了丰富的人类文化，艺术。

### 语言遗产
在俄罗斯最广泛使用的语言是俄语，同时按俄联邦宪法第69章规定它也是俄罗斯联邦的官方语言。然而，在俄联邦除俄语外，母语人数超过一百万的语言还有7种。根据宪法，俄联邦境内的共和国还有规定属于自己的官方语言的权利，事实上，他们也正在使用着这种权利：比如在卡拉恰伊-切尔克斯共和国除俄语之外的官方语言还有阿巴札语，卡拉恰伊-巴尔卡尔语，诺盖语与切尔克斯语。
虽然在很多地区都在努力保留语言的多样性，但是俄罗斯甚至在苏联时代就有语言取代的趋势，当时非俄罗斯族的公民的母语实际上已经是俄语，母语（自身所属民族的语言）的概念在当时要低于民族这个概念本身。
参见： 俄罗斯语言列表、俄罗斯官方语言列表。

#### 格拉哥里字母
格拉哥里字母—最早的斯拉夫字母表之一。一些研究者认为，正是为了用斯拉夫语记录教会文本，神圣的康斯坦丁·基里尔和米佛迪发明了格拉哥里字母。而基里尔字母则是由他们的继承者按安色尔书信体的希腊字母创造的。

#### 基里尔字母
基里尔字母—这是一套古老的斯拉夫书写体字母表。(говорят о русской, сербской и т. п. кириллицах; называть же «кириллическим алфавитом» формальное объединение нескольких или всех национальных кириллиц некорректно).
以下属于斯拉夫语族的语言的字母表是基于基里尔字母表的:
- 俄语（俄语字母）,
- 乌克兰语（乌克兰语字母）,
- 白俄罗斯语（白俄罗斯语字母）,
- 卢森尼亚语（卢森尼亚语字母）,
- 保加利亚语（保加利亚语字母）,
- 塞尔维亚语（塞尔维亚语字母）,
- 马其顿语（马其顿语字母）,

以及一些非斯拉夫语族的语言，这些语言在以前很可能有另一套书写系统 (通常是以拉丁字母为基础的)，他们在1930-х间转用了西里尔字母。参见以西里尔字母为基础的语言列表。

#### 俄语
俄语属于东斯拉夫语支，是世界语言之一，同时也是最流行的斯拉夫语之一。俄语同乌克兰语与白俄罗斯语一样由古俄语演变而来。

### 民间传说

#### 史诗，民间传说
雪姑娘──俄罗斯传说中迎接新年的人物形象，被认为是冰雪爷爷的孙女。雪姑娘的形象在俄罗斯的文学中具有重要的地位。在此之前在关于诺夫哥罗德西部和圣诞节的神话中从未出现过女性形象。

#### 民间音乐创作

##### 恰斯图什卡
恰斯图什卡（俄语：Часту́шка）—这是一种俄罗斯诙谐民歌的形式，它通常靠口头传诵。因此恰斯图什卡属于民间口头传诵的一种形式，特别是在那些存在着严格审查机构的地区这种口头传诵的形式有很大的发展。在苏联以前的时代，谈论恰斯图什卡属于релогия.在苏联时代，其大部分内容含有强烈的政治和性的成分，并且使用了相当数量不规范的词汇。
恰斯图什卡一般是以使用抑扬格四行诗的形式出现的，其中第二行和第四行押韵（有时所有的行均押韵）。恰斯图什卡的特点是用语词汇丰富和极富表现力，其用语常常脱离文学语言的规格。Частушка常常要用手风琴或俄式三弦琴伴奏。恰斯图什卡19世纪的最后三年里作为一种乡村的民间文学形式就已经出现了，但其全面发展却是在苏联时期开始的。

#### 市井文化 - 民间传说

##### 市井文化 - 传奇故事
传说

### 俄罗斯民间绘画工艺

#### 霍霍洛玛
霍霍洛玛是一种绘在餐具或家具上的装饰性乡村艺术绘画。它是用黑色或红色（偶尔也用黄色）颜料在金色的背景上绘成。
在木制品上绘画时使用的不是金粉，而是银粉或锡粉，画好以后还要用专门药剂覆盖，并通过三至四次烘干从而得到一种独一无二的蜂蜜似的金色，这样就给本来质感较轻的木质餐具一种沉重的感觉。
在传统的霍霍洛玛装饰上绘制得有赤红的红莓，花楸果，野草莓，花朵，树枝。有时也会有鸟类，鱼类及其他的野生动物。

#### 俄罗斯细丝工艺
俄罗斯细丝工艺–这是一种艺术品，它被镂花或通过细金，银或铜丝焊在金属制成的底板模型上

#### 卡斯里艺术铸造品
卡斯里艺术铸造品—这是一种用在卡斯里城的生铁铸造厂出产的生铁与铜铸造的艺术作品（其形式可以是雕塑，栅栏，各种建筑部件等等）。
卡斯里艺术铸造品的传统方法（首先得到一个大体上整齐的轮廓，然后仔细地凿出各个部位的细节并抛光整个表面）是在19世纪发展起来的。

#### 巴列赫微型画
巴列赫微型画—这是一种源于伊万诺夫州巴列赫的民间艺术形式。涂着清漆的的微型画是一种在纸板上的蛋彩画。它通常在匣子，首饰盒，钱包，画框中（用别针，胸针等）表起来。
通常巴列赫微型画的场景采用日常生活以及古典文学作品，民间故事，俄罗斯史诗及歌曲作为主题。绘画一般在黑色背景下进行，并以金色颜料расписываются。

#### 套娃

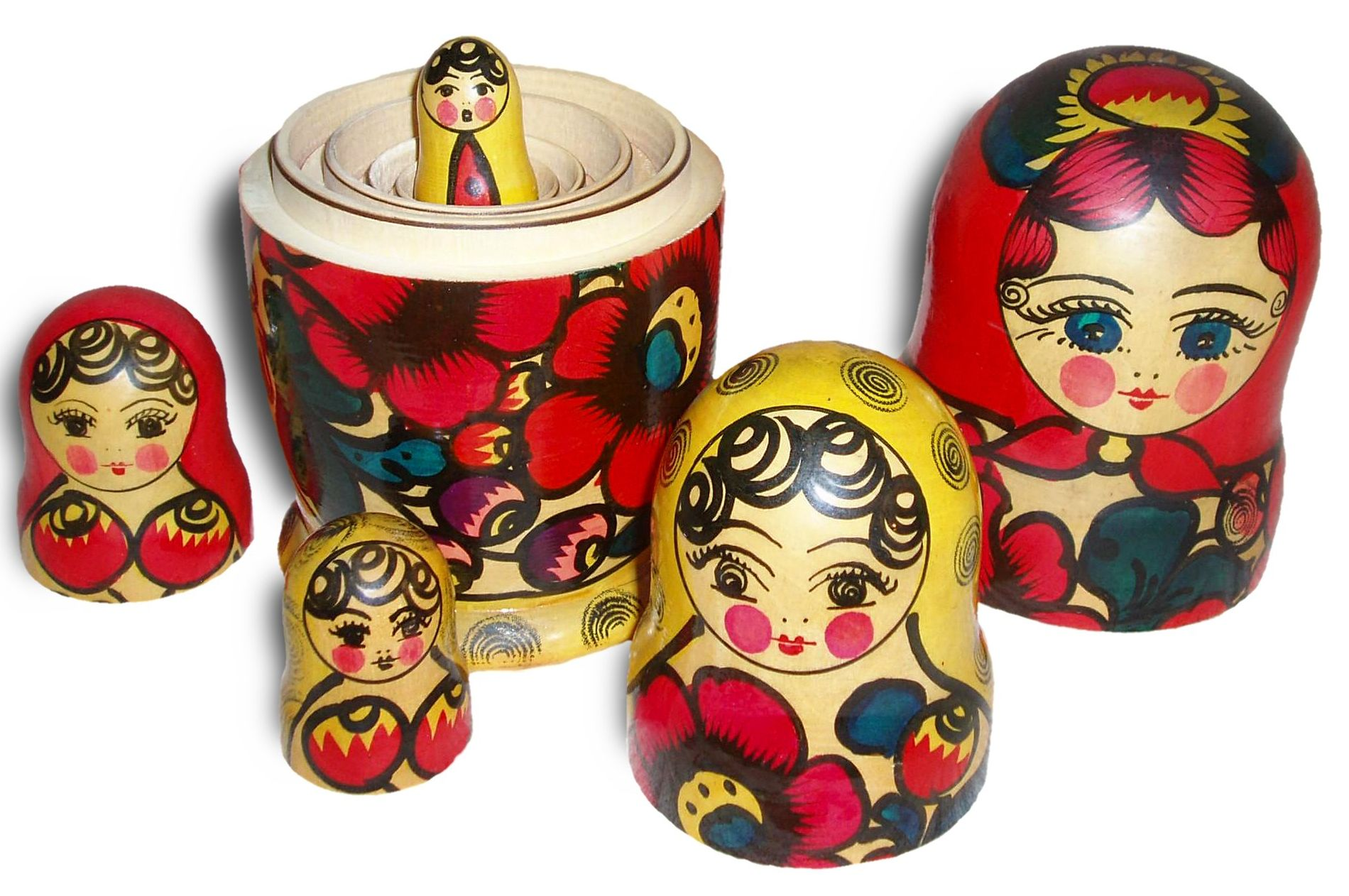
Разобранная матрёшка

套娃—俄罗斯木制的彩绘玩具娃娃。在最外层的套娃里面有一个与之相似但尺寸较小的另一个套娃。传统的方法是为之漆上着俄罗斯传统服装的村姑的画像。而现在则没有此类限制：肖像的内容上可以至神化人物，下可到苏联领袖。
套娃是外国旅游者来俄罗斯购买得最多的纪念品。

## 俄罗斯艺术

### 绘画艺术

#### 圣像

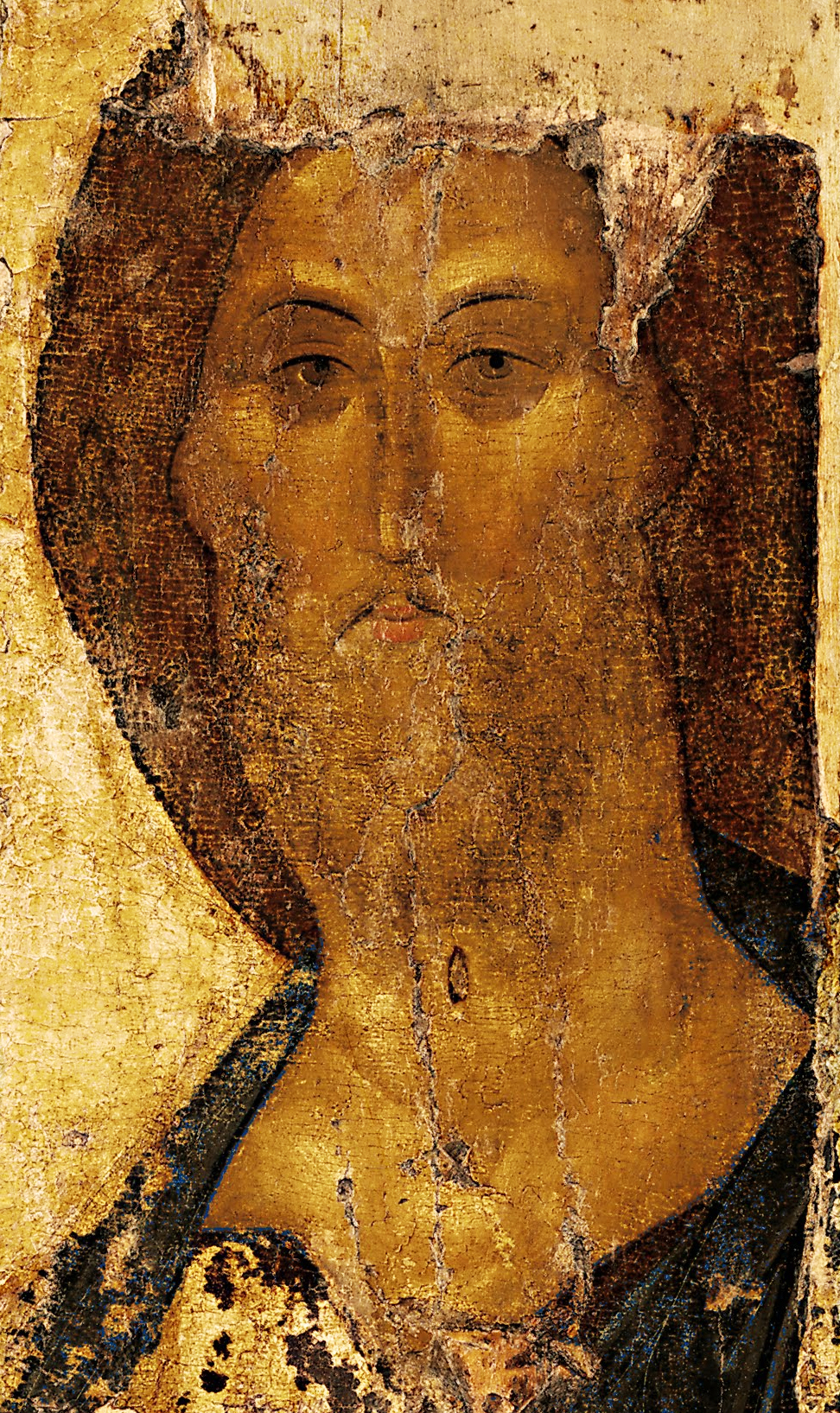
圣像Спас Нерукотворный. 安德烈·鲁布烈夫. XIV—XV世纪

俄罗斯的圣像画法继承了拜占庭的技术。与此同时在罗斯产生了自己的一些传统。俄罗斯最具有表现力的圣像画集在特列季亚科夫画廊。
俄罗斯的圣像不仅仅是简单的临摹，它具有自己的风格。俄罗斯著名的圣像画家，如安德烈·鲁布烈夫对圣像画发的理解已达到了新的高度。

#### 写生画
俄罗斯的第一幅仿真肖像画出现在17世纪，在18世纪的中起到晚期则出现了大量的写生画家，例如
Левицкий和Боровиковский.
俄罗斯的写生画从那时起就开始追随着世界潮流。
19世纪上半叶著名的艺术家有：
Выдающиеся художники первой половины XIX века:
- Кипренский
- Брюллов

在后半叶仿真写生画法则得到了蓬勃发展(参见：Передвижники）。
在20世纪初俄罗斯是前锋派艺术的中心：
(Кандинский,Малевич).
社会主义的现实主义:
- 伊薩克·布羅茨基
- 约干松
- 謝爾蓋·奧西波夫
- 尼古拉·巴斯卡科夫
- 弗拉基米尔·奥夫钦尼科夫
- 弗拉基米爾·戈爾布

### 文学
俄罗斯文学无疑是俄罗斯人民完美的和清晰的创作天才表达，而不仅仅是美学，道德和文化价值的表现；按照俄罗斯著名哲学家的观点，文学也是俄罗斯哲学的体现.
直到18世纪在俄罗斯几乎还没有世俗的的文学作品出现。那时只有一些古俄罗斯的历史传记，宗教文学或者是编年史 - «Повесть временных лет», «Слово о полку Игореве», «Моление Даниила Заточника», «Задонщина», Житие Александра Невского и другие жития.而这些作品的作者却无从知晓。那时候的民间文学创作有着各自的风格：былины, сказками.
俄罗斯的世俗文学是在17世纪出现的。第一部世俗作品是— «大祭司阿瓦库姆的生活» (不要被名字所迷惑，它不是宗教作品，因为它是阿瓦库姆·彼得罗夫本人的作品，事实上为多数人所知的他的圣徒式生活是他死后的故事).
在18世纪俄罗斯涌现出了一批杰出的诗人与作家。他们中间有瓦西里·特里季亚可夫, Антиох Кантемир, Гавриил Державин, 米海伊尔·罗曼诺索夫；作家Николай Карамзин, Александр Радищев;剧作家亚力山大·苏马洛科夫и Денис Фонвизин.那时主要的文学创作艺术形式是古典主义。

#### 散文
下列是俄罗斯最有名的幾位作者：
- 费奥多尔·陀思妥耶夫斯基
- 列夫·托尔斯泰
- 伊万·布宁
- 弗拉基米尔·纳博科夫
- 伊凡·屠格涅夫
- 契訶夫

#### 诗歌
Среди наиболее известных поэтов России:
- 亞歷山大·布洛克
- 谢尔盖·叶赛宁
- 亚力山大·普希金
- 安娜·阿赫玛托娃
- 約瑟夫·布羅茨基
- 米海伊尔·莱蒙托夫

等等。

### 戲劇
style="background: #dfdfff; color: black; vertical-align: middle; text-align: center; " class="table-planned skin-invert" | 计划

#### 芭蕾舞劇
俄罗斯共有两种舞蹈：古典舞与民族舞
柴可夫斯基的著名作品有《天鹅湖》、《胡桃夹子》、《睡美人》等。

#### 马戏院，杂技场
在俄罗斯杂技与马戏十分流行。以下是一些有名的杂技马戏演员：
小丑：
- 尤里·尼库林
- Карандаш
- 奥列格·波波夫

魔术师：
- 伊戈尔·基奥

驯兽师：
- 弗拉基米尔·杜洛夫

杂技演员：

### 电影艺术
在1896年四月，即第一届巴黎电影艺术会后四个月，在俄罗斯就有了第一部电影放映机。五月4日1896年在彼特堡一个名叫《水族馆》的剧院里进行了俄罗斯历史上第一次电影放映—当时在演出«阿尔弗雷德-巴夏在巴黎»的第二出剧与第三处剧的间奏里给公众们放映了一些短片。俄罗斯官方文件纪录上的第一次电影拍摄的是五月Камилл Серф沙皇尼古拉二世的加冕礼。电影迅速成为非常时髦的消遣娱乐方式，电影院开始在俄罗斯各大城市出现。俄罗斯第一家电影院是1896年在圣彼得堡涅瓦大街的46号开业的。
俄罗斯艺术电影最开始放映的是一些古典文学创作（商人卡拉什尼科夫之歌，白痴，巴赫奇萨拉伊的喷泉），民歌（《乌哈尔的商人》）以及关于俄罗斯历史（伊凡雷帝之死，彼得大帝）的短篇。1911年则放映了俄罗斯第一部长篇电影-塞瓦斯托波尔保卫战，以及亚历山大·汉容科夫，瓦西里·贡恰诺夫。
1913年在俄罗斯经济得到复苏的背景下，电影艺术也得到了蓬勃的发展，此时出现了一大批新电影公司：包括最大的И. Н.叶尔摩利耶夫电影公司，其拍摄的影片中有120多部称得上是相当有水准的，比如：Пиковая дама，«叶尔盖的父亲»，雅可夫·普罗塔赞诺夫。在第一次世界大战期间出现了很多艺术电影院。在这段时间里活跃着以下著名电影导演：叶夫根尼·鲍威尔，弗拉基米尔·加尔金以及维亚切斯拉夫·维斯科夫斯基

### 音乐

#### 流行音乐

##### 俄罗斯摇滚乐

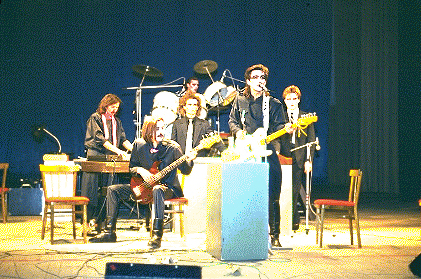
摇滚组合鹦鹉螺的演唱会

俄罗斯摇滚乐最开始在前苏联出现，然后在俄罗斯联邦及其他独联体国家出现了不同的作曲家与乐队组合。最有名的组合有：时间机器，水族馆，鹦鹉螺。
«电影院», «阿莉莎», «ДДТ», «Звуки Му».
俄罗斯的摇滚乐队深受西方摇滚乐，以及俄罗斯作曲家（[[]]）音乐的影响，这些音乐大多使用钢弦原声吉他演奏。

##### 俄罗斯爵士乐
第一次俄罗斯爵士音乐会是于10月1日1922年在莫斯科小基斯洛夫小巷的中央戏剧艺术学校（这里后来被称为ГИТИС）举行的。这次音乐会是эксцентрического爵士乐队团瓦伦丁·巴尔拿赫第一次在俄罗斯苏维埃联邦社会主义共和国的表演。

#### 电子音乐
Известные коллективы и персоны: ППК, Parasense, KDD

### 建筑
俄罗斯建筑融合了希腊-拜占庭，维京和鞑靼传统。发展出了自己的独特形式。

#### 宗教建筑
- 聖瓦西里主教座堂

#### 民用建筑
俄罗斯存在着欧洲历史上流行的建筑风格如古典主義建築，哥特式建筑，文艺复兴建筑，巴洛克建筑等等，也有着中亚草原文化的风格及特色。
苏联时期的民用建筑不同阶段的划分往往被冠以当时国家领导人的姓：斯大林式的，勃列日涅夫式的，赫鲁晓夫式的。随着苏维埃权力的更迭，建筑风格存在了迅速的变换。然而，当时苏联政府为了改善国民的居住条件而寄希望于实用的功能主義建築，因此在苏联后期的建筑中没有了装饰性的成分：比如说雕塑装饰物。当时在电视里播出的由梁赞诺夫导演的电影《命运的捉弄》正描述了此种情况。
现在随着各种个性设计的出现，不同的居民楼有着各自的建筑设计风格。

## 宗教
俄罗斯是一个宗教信仰多元化的国家：

### 原始宗教
在俄罗斯有很多原始宗教，它们在前基督教时代的古罗斯。俄罗斯的原始宗教信仰主要是多神教。在斯拉夫族的原始宗教中蕴含着对大自然的力量的原始崇拜，比如：别龙（Перун）-雷与闪电之神，达兹博格(Даждьбог）-太阳神，维列斯（Велес）-生灵之神，雅歇尔（Ящер）-海洋之神，等等。与此同时，也存在一些关于精灵的崇拜，如列西（лешие），达摩沃伊（домовой），伏叶诺伊（водяной），基基莫拉（кикимора）等等。
在20世纪以前原始宗教信仰一直受到基督教会迫害的。然而，这些原始宗教信仰还是受到了人们的尊敬：比如谢肉节就是一个原始宗教节日的例子。

### 基督宗教
在988—989年间弗拉基米尔给将东正教定为罗斯国教后，原来那些原始宗教信仰崇拜的神就被对应为了基督宗教圣徒（如:别龙— 以利亚，维列斯 - 圣尼古拉等等）。

#### 东正教
东正教是俄罗斯最为广泛流行的宗教。正是对东正教的信仰影响了俄罗斯文化的发展。然而，东正教从来没有完全主宰过俄罗斯社会：俄罗斯社会已经容纳下了各种宗教的发展。
据官方对部分俄罗斯居民调查显示：俄罗斯有大约50%的人口不信仰任何宗教，30%~40%的人口是东正教徒.

### 伊斯兰文化
据专家统计（在最近的一次人口统计中没有涉及到宗教信仰的问题）在俄罗斯有一千到一千五百万穆斯林。据Духовного управления мусульман европейской俄联邦分部统计，在俄罗斯有两千万穆斯林。然而据俄罗斯最有名的伊斯兰研究学者罗曼·西兰捷夫认为，这些统计数据偏高，而实际上穆斯林人数应该介于一千一百万到一千二百万之间。.人口最多的是鞑靼人。最早的穆斯林社群是保加尔人。
穆斯林在俄罗斯大都居住在伏尔加-乌拉尔一带，北高加索地区，以及莫斯科市，圣彼得堡市，西西伯利亚地区。在俄罗斯有超过6000座清真寺（1991年仅有百余座）。

### 佛教文化
在俄罗斯佛教徒主要分布在三个地区: 布里亚特共和国，图瓦共和国和 卡尔梅克共和国。据俄罗斯佛教联合会的信息透露，俄罗斯信仰佛教的人数在150万到200万之间。在阿穆尔州与赤塔州，俄罗斯远东区也有。
现今在俄罗斯有很多佛教学校: тхеравада,日本与韩国的禅宗，一些大乘佛教的分支，以及广泛分布着的藏传佛教学校（也有噶玛巴派）。
世界上最北的佛教机构Дацан早在革命前在圣彼得堡就已存在。
(Дацан Гунзэчойнэй),现在已成为俄罗斯的旅游与佛教文化中心。。时下已准备在莫斯科新建佛教寺院, который смог бы объединить вокруг себя русских буддистов в совместной практике на благо всех разумных существ России и мира.

## 俄罗斯烹饪
- 魚子醬
- 蕎麥
- 罗宋汤

## 俄罗斯体育
俄罗斯联邦在大型国际综合运动会的成绩：
夏季奥运会：132金122银145铜399枚奖牌（欧洲第9，世界第12）
冬季奥运会：36金29银26铜  91枚奖牌（欧洲第10，世界第12）
世界运动会：81金58银44铜  183枚奖牌（欧洲第3，世界第4）
夏季大运会：200金200银236铜636枚奖牌（欧洲第2，世界第5）
冬季大运会：102金88银96铜286枚奖牌（欧洲第1，世界第1）
夏季青奥会：18金14银11铜43枚奖牌（欧洲第1，世界第2）
冬季青奥会：5金4银7铜  16枚奖牌（欧洲第3，世界第5）
世界武搏运动会：17金11银10铜38枚奖牌（欧洲第1，世界第1）